# Dasineura clematifolia
Dasineura clematifolia är en tvåvingeart som beskrevs av Fedotova 1985. Dasineura clematifolia ingår i släktet Dasineura och familjen gallmyggor.
Artens utbredningsområde är Kazakstan. Inga underarter finns listade i Catalogue of Life.